# Нгарка-Танголава
Нгарка-Танголава (в верхнем и среднем течении — Табседэяха; устар. Арка-Танга-Лова) — река в России, протекает по территории Пуровского района Ямало-Ненецкого автономного округа. Устье реки находится в 48 км по правому берегу реки Нгарка-Табъяха. Длина реки — 58 км.

## Притоки
- Писъяха (пр)
- Хонгеяха (пр)
- 33 км: Хараяха (лв)
- 35 км: Нябыяха (пр)
- Ябтаяха (пр)
- Сидяябтаяха (пр)

## Данные водного реестра
По данным государственного водного реестра России относится к Нижнеобскому бассейновому округу, водохозяйственный участок реки — Пур. Речной бассейн реки — Пур.